# Liste der Kulturdenkmale in Spreetal

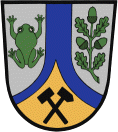
Wappen

In der Liste der Kulturdenkmale in Spreetal sind die Kulturdenkmale der sächsischen Gemeinde Spreetal verzeichnet, die bis September 2024 vom Landesamt für Denkmalpflege Sachsen erfasst wurden (ohne archäologische Kulturdenkmale). Die Anmerkungen sind zu beachten.
Diese Liste ist eine Teilliste der Liste der Kulturdenkmale im Landkreis Bautzen.

## Burg
| Bild                                    | Bezeichnung                                                                             | Lage                   | Datierung          | Beschreibung | ID       |
| --------------------------------------- | --------------------------------------------------------------------------------------- | ---------------------- | ------------------ | --- | -------- |
|                                         | Denkmal für die Gefallenen des Ersten Weltkrieges                                       | Hauptstraße (Karte)    | Nach 1918          | Ortsgeschichtlich von Bedeutung, von Klinkerkante gefasstes Terrain, dreistufig erhöhtes Plateau, Sockel und stelenartiger Denkmalblock mit Kreuz und Eisernem Kreuz, Inschrift: „Unseren Gefallenen 1914-1918“ sowie deren Namen | 09278732 |
|                                         | Nördliches und östliches Seitengebäude (das östliche mit Oberlaube) eines Vierseithofes | Hauptstraße 21 (Karte) | Vermutlich um 1850 | Beide Gebäude Obergeschoss Fachwerk, in seiner Struktur erhaltener Bauernhof, baugeschichtlich und wirtschaftsgeschichtlich von Bedeutung. Seitengebäude: Erdgeschoss massiv, Obergeschoss zum Teil Sichtfachwerk, Satteldach, das östliche mit Oberlaube, das nördliche mit Überstand der Obergeschoss, Satteldächer. Der gesamte Hof und die Scheune wurden am 27. Juli 1994 von Maren Haubold unter Schutz gestellt. Adresse bis 3/2000: Burg Nummer 8. Für die Hofgebäude gab es im Mai 2000 keine Fotoerlaubnis. Die ehemals in diesem Dokument erfasste Scheune gehört zum Grundstück Sahonisch 3, siehe dort (Scheune: eingeschossiger Kastenblock, großes Scheunentor, aufgesetzter, verbretterter Drempel, Satteldach). | 09278731 |
| Direkt Bild zu diesem Denkmal hochladen | Wandbild                                                                                | Hauptstraße 21 (Karte) | 1974               | Ehemaliges Wandbild/Relief „Energie“ von Horst Ring (Auftragswerk für die Schaltzentrale oder Speisesaal des Gaskombinates Schwarze Pumpe, beim Abbruch des Gebäudes geborgen und unter dieser Anschrift zwischenzeitlich eingelagert), künstlerisch und geschichtlich (hier auch technikgeschichtlich) von Bedeutung | 09307560 |
|                                         | Seitengebäude mit Oberlaube eines Vierseithofes                                         | Hauptstraße 44 (Karte) | 1864/1865          | Wissenschaftlich-dokumentarischer Wert, singuläre Fachwerkbauweise, ältester Bau im Ort, baugeschichtlich von Bedeutung. Scheune: Fachwerk, Satteldach, Biberschwanz-Kronendeckung, Abbruch 2011 festgestellt. Seitengebäude mit Oberlaube: Erdgeschoss massiv, total verändert, im Obergeschoss vortretende Oberlaube, Satteldach, Biberschwanz-Kronendeckung. | 09278752 |
|                                         | Wohnhaus eines Dreiseithofes                                                            | Hauptstraße 48 (Karte) | Um 1900            | Regionaltypische Backsteinbauweise, mit aufwendigem zweifarbigem Dekor, baugeschichtlich von Bedeutung, eingeschossiges Backsteinhaus, mit Zwerchhaus, Gliederung durch Tür- und Fenstergewände, Gesimsband mit Vierpässen, Satteldach, Biberschwanz-Kronendeckung, Torpfeiler mit Kugeln bekrönt | 09278753 |
| Direkt Bild zu diesem Denkmal hochladen | Scheune                                                                                 | Sahonisch 3 (Karte)    | Vor 1900           | Holzscheune in Blockbauweise, baugeschichtlich und wirtschaftsgeschichtlich von Bedeutung, eingeschossiger Kastenblock, großes Scheunentor, aufgesetzter, verbretterter Drempel, Satteldach, die Scheune stand bis September 2011 unter Hauptstraße 21 in der Denkmalliste, laut ALK-Daten gehört sie zum Grundstück Sahonisch 3 | 09304021 |

## Burghammer
| Bild                                    | Bezeichnung             | Lage                                                   | Datierung                  | Beschreibung | ID       |
| --------------------------------------- | ----------------------- | ------------------------------------------------------ | -------------------------- | --- | -------- |
|                                         | Denkmal Erich Zepernick | (zwischen Burghammer und Burgneudorf links) (Karte)    | Nach 1939                  | Ortsgeschichtlich von Bedeutung, grober Findling mit aufgebrachter Galvanoplatte mit Inschrift: „In treuer Pflichterfüllung ließ sein Leben der Feuerwehrmann Erich Zepernick / 21.2.1900–1.9.1939“ | 09278712 |
| Direkt Bild zu diesem Denkmal hochladen | Sowjetisches Ehrenmal   | gegenüber Bernsteinstraße 1 (auf dem Friedhof) (Karte) | Nach 1945                  | Grabstätte von 18 Sowjetsoldaten, geschichtlich von Bedeutung, verputzter kubischer Ziegelsockel mit Ecklisenen, ca. 2,50 m hoch, darauf verputzter Obelisk mit Sowjetstern, granitene Inschrifttafel, das Ehrenmal wurde nach 2004 abgetragen und die Toten auf den örtlichen Friedhof umgebettet, dort ist in veränderter Form die Mahn- und Gedenkstätte wieder errichtet worden (ohne Obelisk) | 09278714 |
| Direkt Bild zu diesem Denkmal hochladen | Wohnhaus und Scheune    | Bernsteinstraße 15 (Karte)                             | Vor 1900                   | Beide Gebäude in Blockbauweise errichtet, baugeschichtlich und wirtschaftsgeschichtlich von Bedeutung. Blockhaus: eingeschossig, vorkragendes Satteldach, Giebelseite verbrettert. Scheune: eingeschossig, großes Holztor, Satteldach. Alte Adresse: Dorfstraße 6, bis 2011 irrtümlich unter Bernsteinstraße 16, 16a in der Denkmalliste, laut ALK-Daten Bernsteinstraße 15.                       | 09278715 |
| Direkt Bild zu diesem Denkmal hochladen | Wohnhaus (Umgebinde)    | Bernsteinstraße 29 (Karte)                             | Vermutlich 18. Jahrhundert | Blockbauweise, baugeschichtlich und hausgeschichtlich von Bedeutung, eingeschossig, an Südseite ein Umgebindejoch appliziert, gekreuzte Knaggen, Südgiebel verbrettert, Nordgiebel Fachwerk, steiles Satteldach mit Biberschwanz-Kronendeckung, alte Adresse: Dorfstraße 2 | 09278717 |
|                                         | Kirche Burghammer       | Kirchstraße 3 (Karte)                                  | Um 1900, Weihe 1906        | Ohne angebautes Pfarrhaus, gotisierende Backsteinkirche, baugeschichtlich und ortsgeschichtlich von Bedeutung, Backsteinkirche mit gotisierendem Bauschmuck, profilierte Fenstergewände, originale Fenster und Portaltürblatt | 09278713 |
| Direkt Bild zu diesem Denkmal hochladen | Wohnhaus                | Kirchstraße 7 (neben) (Karte)                          | 18. Jahrhundert            | Blockbauweise, baugeschichtlich und hausgeschichtlich von Bedeutung, eingeschossig, aus Holzbohlen, Nordseite verbrettert, Südseite um 1880 durch Klinkergiebel ersetzt, Ostwand vermutlich aus Lehm, Satteldach, alte Adresse: Dorfstraße 59 | 09278716 |

## Burgneudorf
| Bild                                    | Bezeichnung                                              | Lage                                          | Datierung              | Beschreibung | ID       |
| --------------------------------------- | -------------------------------------------------------- | --------------------------------------------- | ---------------------- | --- | -------- |
| Direkt Bild zu diesem Denkmal hochladen | Denkmal für zwei verunglückte Bergleute                  | (Karte)                                       | 1938                   | Bergbaugeschichtlich von Bedeutung, Plattform mit dreistufiger Freitreppe, darauf ein Podest mit großem Natursteinblock, Inschrifttafel fehlt zur Zeit | 09278921 |
|                                         | Kriegerdenkmal für die Gefallenen des Ersten Weltkrieges | Spremberger Straße (auf dem Friedhof) (Karte) | Nach 1918              | Ortsgeschichtlich von Bedeutung, von Kunststeinsockel und zwei Stufen erhöhtes Feld, worin das Denkmal - um weitere zwei Stufen erhöht - sich befindet, Denkmalblock mit abgerundeten Ecken, Kunststein scharriert, darauf Kunststeinornamente, Eichenlaub und Kartuschen, Eisernes Kreuz, Galvanoplatte mit den Namen der Toten, der Friedhof selbst besitzt keinen Denkmalwert | 09278711 |
| Direkt Bild zu diesem Denkmal hochladen | Wohnhaus und Scheune eines Vierseithofes                 | Spremberger Straße 47 (Karte)                 | Anfang 20. Jahrhundert | In regionaltypischer Backsteinbauweise, besterhaltener Hof im Ort, baugeschichtlich und wirtschaftsgeschichtlich von Bedeutung. Wohnhaus: eingeschossig, Backstein, mit angebauter Durchfahrt, gestäbte Fenstergewände, Deutsches Band, Satteldach. Scheune: eingeschossig, Backstein, Satteldach.                                                                               | 09278754 |

## Neustadt
| Bild | Bezeichnung                                                          | Lage                                     | Datierung                                       | Beschreibung | ID       |
| ---- | -------------------------------------------------------------------- | ---------------------------------------- | ----------------------------------------------- | --- | -------- |
|      | Wohnhaus mit Tordurchfahrt eines Vierseithofes                       | Dorfstraße 18 (Karte)                    | Nach 1900                                       | In regionaltypischer Backsteinbauweise und gutem Originalzustand, wichtiger Bestandteil des Ortsbildes, baugeschichtlich von Bedeutung, eingeschossig, massiv, Backstein, korbbogiges Scheunentor, Satteldach, Dachdeckung neu | 09278750 |
|      | Scheune eines Vierseithofes                                          | Dorfstraße 22 (Karte)                    | Um 1800                                         | Fachwerkscheune, Dachstuhl abgebrannt, Fachwerkkonstruktion mit Lehmausfachung singulär im Ort, baugeschichtlich von Bedeutung, zweiriegeliges Fachwerk mit alten Lehmgefachen, Durchfahrtstor und Eingangstor | 09278751 |
|      | Drei Sühnekreuze                                                     | Dorfstraße 28 (auf dem Friedhof) (Karte) | 15.–17. Jahrhundert                             | Ortsgeschichtlich von Bedeutung, stark verwitterte Sandsteinkreuze, vermutlich von anderen Standorten auf dem Friedhof zusammengeführt, der Friedhof selbst besitzt keinen Denkmalwert | 09278725 |
|      | Sowjetisches Ehrenmal                                                | Dorfstraße 28 (auf dem Friedhof) (Karte) | Nach 1945                                       | Grabstätte von 24/26 Sowjetsoldaten, geschichtlich von Bedeutung, rechteckiger, umzäunter Denkmalbereich mit Betonplatten belegt, zentrales Denkmal aus Betonsockel mit Obelisk und metallenem Sowjetstern als Bekrönung, schmales Blumenbeet mit zwei konischen Gedenksteinen, der Friedhof selbst besitzt keinen Denkmalwert | 09278724 |
|      | Kriegerdenkmal für die Gefallenen des Ersten und Zweiten Weltkrieges | Dorfstraße 28 (auf dem Friedhof) (Karte) | Nach 1918; nach 1945 Tafel hinzugefügt          | Ortsgeschichtlich von Bedeutung, stufenförmiger Kubus aus Granit-Pflastersteinen mit zwei Inschriftentafeln für die Toten des Ersten Weltkrieges und einer Tafel für die des Zweiten Weltkrieges, oberer Abschluss mit Eisernem Kreuz | 09278723 |
|      | Durchfahrtsscheune eines Vierseithofes                               | Dorfstraße 33 (Karte)                    | Nach 1900                                       | In regionaltypischer Backsteinbauweise, baugeschichtlich und wirtschaftsgeschichtlich von Bedeutung | 09278749 |
|      | Wohnhaus und Auszugshaus eines Vierseithofes                         | Dorfstraße 45 (Karte)                    | Um 1850                                         | In regionaltypischer Backsteinbauweise, baugeschichtlich von Bedeutung. Wohnhaus: eingeschossiger Backsteinbau, Segmentbogenfenster, Dacherker, Toreinfahrt, Deutsches Band, Satteldach, Biberschwanz-Kronendeckung. Seitengebäude: eingeschossiger Backsteinbau, straßenseitiger Giebel mit Rundbogenfenstern, Satteldach in originaler Biberschwanz-Kronendeckung. | 09278722 |
|      | Scheune eines Vierseithofes                                          | Dorfstraße 47 (Karte)                    | 19. Jahrhundert                                 | Regionaltypische Blockbauweise, in dieser Form selten erhalten, baugeschichtlich und wirtschaftsgeschichtlich von Bedeutung, eingeschossig, Holzblock, Giebelseite verbrettert, Satteldach | 09278726 |
|      | Wohnhaus und Scheune eines Zweiseithofes                             | Döschko (östlich von Nr. 3) (Karte)      | 1. Hälfte 19. Jahrhundert (bezeichnet mit 180?) | Weitgehend original erhalten, seltene Beispiele für Fachwerkbauweise im Ort, baugeschichtlich und sozialgeschichtlich von Bedeutung. Wohnhaus: eingeschossig, Fachwerk zweiriegelig, alte Holzfenster mit profilierten Rahmen, Inschrift über dem Türstock: „Joh. Gottlob Punasch 180...“, ein Giebel verbrettert, Satteldach, Lehmgefache mit Staken. Scheune: zum Teil Fachwerk zweiriegelig, zum Teil Fachwerk verbrettert, Satteldach.                                                       | 09278727 |
|      | Wohnhaus, Scheune und Seitengebäude eines Dreiseithofes              | Hammer 3 (Karte)                         | 1856 (Bauernhaus); 1837 (Scheune)               | Wohnhaus Klinkerbau mit Vorlaube, Scheune Fachwerk, in gutem Originalzustand, baugeschichtlich und wirtschaftsgeschichtlich von Bedeutung. Wohnhaus: eingeschossiger Klinkerbau, Segmentbogenfenster, übergiebelter Eingangsvorbau im Schweizerstil, mit Geweih, Krüppelwalmdach mit neuer Deckung. 1. Scheune: massiver Sockel, Fachwerk horizontal verbrettert, hofseitig Sichtfachwerk mit Lehmgefachen. 2. Scheune: eingeschossiger Backsteinbau mit Satteldach, Biberschwanz-Kronendeckung. | 09278721 |

## Spreetal
| Bild                                    | Bezeichnung                                          | Lage                 | Datierung    | Beschreibung | ID       |
| --------------------------------------- | ---------------------------------------------------- | -------------------- | ------------ | --- | -------- |
| Direkt Bild zu diesem Denkmal hochladen | Denkmal für den Pumpenwärter August Puschmann        | Werkstraße (Karte)   | Nach 1955    | Ortsgeschichtlich von Bedeutung, auf einem Sockel stehender Klinkeraufsatz mit Schrifttafel: „Am 10. Oktober 1955 verunglückte hier unser Arbeitskollege August Puschmann, geb. 26.8.1894, in Ausübung seines Dienstes als Pumpenwärter, Ehre seinem Andenken“, darüber das Bergmannszeichen mit den beiden gekreuzten Hämmern                                 | 09278920 |
|                                         | Feuerwache mit Wachturm der ehemaligen Brikettfabrik | Werkstraße 4 (Karte) | 1950er Jahre | Klinkerbau in zeittypischen Architekturformen, ortsgeschichtlich und technikgeschichtlich von Bedeutung, langgestreckter Flachbau in Backsteinbauweise, bestehend aus Feuerwache mit segmentbogigem Portal und Feuerwehrgarage mit großen Metalltoren, sechsgeschossiger Backsteinturm, oberstes Geschoss aus Beton, leicht zurückgesetzt, mit großen Fenstern | 09278729 |

## Spreewitz
| Bild                                    | Bezeichnung | Lage                             | Datierung                                                             | Beschreibung | ID       |
| --------------------------------------- | --- | -------------------------------- | --------------------------------------------------------------------- | --- | -------- |
| Direkt Bild zu diesem Denkmal hochladen | Wasserturm | (Flur 4, Flurstück 13/8) (Karte) | Vermutlich 1955–1956                                                  | Oktogonaler, verputzter Ziegelbau in expressionistischer Formensprache, bau- und technikgeschichtlich von Bedeutung | 09306632 |
|                                         | Schwedensteine (Sühnekreuz) | Dorfstraße (Karte)               | Spätmittelalter                                                       | Ortshistorisch von Bedeutung | 09278916 |
| Direkt Bild zu diesem Denkmal hochladen | Wegestein | Dorfstraße (Karte)               | 19. Jahrhundert                                                       | Verkehrsgeschichtlich von Bedeutung, ca. 1,20 m hohe Granitstele mit gewölbtem Abschluss | 09278747 |
|                                         | Denkmal für die Gefallenen des Ersten Weltkrieges | Dorfstraße (Karte)               | Nach 1918                                                             | Ortshistorisch von Bedeutung, zweistufiger Betonsockel, konische Granitstele, grob behauen, Eisernes Kreuz, Bekrönung durch Lorbeerkranz und Stahlhelm, vasenförmige Baluster und Eisenkette als Eingrenzung, Inschrift auf Granitplatte: „Zum ehrenden Gedenken an die Opfer des I. Weltkrieges 1914-1918“ | 09278743 |
| Weitere Bilder                          | Evangelische Pfarrkirche Spreewitz | Dorfstraße (Karte)               | Wetterfahne bezeichnet mit 1688                                       | Fachwerkkirche auf Klinkersockel, Westturm mit oktogonalem Glockengeschoss, bauliche Besonderheit, Seltenheitswert, architekturgeschichtlich und ortshistorisch von Bedeutung. Fachwerkbau auf Klinkersockel, mit angebautem Fachwerkturm, Satteldach über dem Chor abgewalmt, Inneres mit Holzempore. Kleine Saalkirche von 1688. Der Fachwerkbau mit 3/8-Schluss, Rundbogenfenstern und Satteldach. Der Westturm mit oktogonalem Glockengeschoss 2. Hälfte 19. Jahrhundert. Im Inneren flachgedeckt. Schlichte, eingeschossige Emporen an drei Seiten. Die Brüstungen bemalt mit Christussymbolen und floralen Motiven. Prächtiger, barocker Altaraufsatz aus Holz, um 1700, im 19. Jahrhundert durch Einfügen eines Kanzelkorbes zum Kanzelaltar umgestaltet. Polygonaler Korb mit gemalten Darstellungen der Evangelisten zwischen gewundenen Säulen, seitlich die Gemälde von Maria und Johannes (ehemals zu Seiten des Kruzifixes), an den Seiten üppige Akanthuskartuschen, als Abschluss Gemälde der Auferstehung. Schlichte Taufe in Kelchform aus Holz, frühes 19. Jahrhundert. Die übrige Ausstattung aus der 2. Hälfte des 19. Jahrhunderts. Orgel von 1811. | 09278742 |
| Direkt Bild zu diesem Denkmal hochladen | Wegestein | Dorfstraße (Karte)               | 19. Jahrhundert                                                       | Verkehrshistorisch von Bedeutung, Granitstele, ca. 1,20 m hoch, mit flachpyramidalem Abschluss | 09278741 |
| Direkt Bild zu diesem Denkmal hochladen | Scheune eines Vierseithofes | Dorfstraße 1 (Karte)             | Ende 19. Jahrhundert                                                  | In seiner Struktur erhaltener Hof, Scheune in gutem Originalzustand, baugeschichtlich von Bedeutung, zweigeschossig, massiv, Backstein, zwei segmentbogige Scheunentore, Deutsches Band, Satteldach, Biberschwanz-Kronendeckung | 09278748 |
|                                         | Vierseithof mit Gasthof (mit Saal), Seitengebäude mit Oberlaube und Scheune                                                                                    | Dorfstraße 3 (Karte)             | Um 1890 (Gasthof); 19. Jahrhundert (Seitengebäude); um 1900 (Scheune) | Ortsgeschichtlich und ortsbildprägend von Bedeutung. Gasthof: zweigeschossig, Backstein, Segmentbogenfenster, Deutsches Band, Satteldach mit Dachhaus, Biberschwanz-Kronendeckung, vorgelagerte Granittreppe, Fenster erneuert. Saal: eingeschossig, Backstein, Lisenengliederungen, Satteldach, Fenster erneuert. Seitengebäude: Erdgeschoss massiv, verputzt, Obergeschoss Fachwerk mit Oberlaube, Satteldach. Scheune: hufeisenförmiger Grundriss, zwei Durchfahrten, Backstein, Satteldächer. | 09278917 |
|                                         | Zwei Bauernhäuser und rechtwinklig zwischen ihnen gelegener eingeschossiger Verbindungsbau mit flachbogiger Hofdurchfahrt als Bestandteile eines Vierseithofes | Dorfstraße 14 (Karte)            | Ende 19. Jahrhundert und später                                       | Landschaftstypische Ziegelbauten, Verbindungsbau mit flachbogiger Hofdurchfahrt, Gehöft Teil der zusammenhängenden alten Ortsstruktur, baugeschichtlich und ortsbildprägend von Bedeutung, zwei giebelständige Bauernhäuser in Backsteinbauweise, teilweise vergrößerte Fenster, Gliederungen durch Fensterverdachungen, Ecklisenen, Deutsche Bänder, Gesimsbänder, Satteldächer, Scheune: Backstein, segmentbogiges großes und kleines Portal, Satteldach | 09278745 |
| Direkt Bild zu diesem Denkmal hochladen | Bauernhaus und Durchfahrtsscheune eines Vierseithofes | Dorfstraße 16 (Karte)            | Um 1880                                                               | Teil der zusammenhängenden alten Ortsstruktur, baugeschichtlich und ortsbildprägend von Bedeutung. Bauernhaus: giebelständig, in Klinkerbauweise, mit Fensterverdachungen, Ecklisenen, Deutsches Band, abgestufter Blendgiebel, Satteldach. Scheune: Klinkerbauweise, großes Durchfahrtstor, Deutsches Band, Satteldach, alte Hauseingangstür. | 09278744 |
| Direkt Bild zu diesem Denkmal hochladen | Pfarrhaus (ohne hinteren Anbau) | Dorfstraße 20 (Karte)            | Nach Angabe 1889                                                      | Putzbau mit profilierten Fenstergewänden, baugeschichtlich und ortsbildprägend von Bedeutung, eingeschossiger Putzbau mit Souterrain (hier vergitterte Fenster), Gesims, Ecklisenen, profilierte Fenstergewände mit Schlussstein, kräftiges Traufgesims, Satteldach, Biberschwanz-Kronendeckung | 09278746 |

## Zerre
| Bild                                    | Bezeichnung | Lage                                | Datierung                      | Beschreibung | ID       |
| --------------------------------------- | --- | ----------------------------------- | ------------------------------ | --- | -------- |
| Direkt Bild zu diesem Denkmal hochladen | Gedenkstein und Friedenseiche                                                                                      | Oberdorf (Karte)                    | Um 1900                        | Ortsgeschichtlich von Bedeutung, wahrscheinlich 1871 gepflanzte Eiche, davor Granitstele (erneuert), ca. 1,20 m hoch, schwarz ausgelegte Inschrift: „Friedenseiche, zur Erinnerung an die Feldzüge 1870/71“ | 09278737 |
| Direkt Bild zu diesem Denkmal hochladen | Denkmal für die Gefallenen des Ersten Weltkrieges und Grabanlage für 42 gefallene Soldaten des Zweiten Weltkrieges | Oberdorf (auf dem Friedhof) (Karte) | Nach 1918                      | Ortsgeschichtlich von Bedeutung. Denkmal Erster Weltkrieg: Denkmal auf kleiner dreieckiger abgezäunter Grundfläche, durch drei Stufen erhöhter Pfeiler, überstehender Aufsatz aus Granit-Bruchsteinen, Eisernes Kreuz, Inschrifttafel mit den Namen der Toten, Inschrift: „Heldenehr“, darüber Skulptur Stahlhelm auf Lorbeerkranz, drei Sandsteinkugeln. Denkmal für 42 gefallene Soldaten: zwei langrechteckige Gräberfelder, dahinter drei Granitkreuze auf Granitsockeln, mittleres Kreuz größer, Inschrift linkes Kreuz: „Sie mahnen“, Inschrift rechtes Kreuz: „42 Soldaten“. Friedhof selbst besitzt keinen Denkmalwert. | 09278735 |
| Direkt Bild zu diesem Denkmal hochladen | Zwei Wohnhäuser über winkligem Grundriss und südliches Seitengebäude eines Vierseithofes sowie Einfriedung         | Spremberger Chaussee 13 (Karte)     | Nach Angabe 1920               | Baugeschichtlich und wirtschaftsgeschichtlich von Bedeutung. 1. Wohnhaus: Backsteinbau, eingeschossig, mit Durchfahrt. 2. Wohnhaus: Backsteinbau, eingeschossig, alte Tür und Fenster, Deutsches Band, Drempel, Satteldach, Biberschwanz-Kronendeckung. Stall: eingeschossig, Backstein, langgestreckter Grundriss, Deutsches Band, straßenseitige originale Einfriedung mit Metallzaun. | 09278733 |
| Direkt Bild zu diesem Denkmal hochladen | Scheune eines Dreiseithofes                                                                                        | Spremberger Chaussee 15 (Karte)     | Um 1890                        | Baugeschichtlich und wirtschaftsgeschichtlich von Bedeutung. Fachwerk, verbrettert, Satteldach. Ehemals denkmalgeschütztes Wohnhaus abgerissen. Wohnhaus regionaltypischer Backsteinbau, eingeschossig, Backstein, Segmentbogenfenster mit alten Winterfenstern, Drempelzone, Gebälkfries, Satteldach, Biberschwanz-Kronendeckung. | 09278736 |
| Direkt Bild zu diesem Denkmal hochladen | Blockscheune | Spremberger Chaussee 18 (Karte)     | Wohl 2. Hälfte 19. Jahrhundert | Singulär für Blockbauweise im Ort, baugeschichtlich und wirtschaftsgeschichtlich von Bedeutung, eingeschossig, mit verbrettertem Drempel, verbretterter Giebel, Satteldach, Scheune war bei Begehung nicht zugänglich | 09278739 |
| Direkt Bild zu diesem Denkmal hochladen | Mühlstein der ehemaligen Dorfmühle                                                                                 | Zur Mühle 4 (neben) (Karte)         | Bezeichnet mit 1918            | Als deren Teil ortsgeschichtlich von Bedeutung, Durchmesser ca. 2 m, ca. 40 cm breit, aus Granit | 09278740 |

## Tabellenlegende
- Bild: Bild des Kulturdenkmals, ggf. zusätzlich mit einem Link zu weiteren Fotos des Kulturdenkmals im Medienarchiv Wikimedia Commons. Wenn man auf das Kamerasymbol klickt, können Fotos zu Kulturdenkmalen aus dieser Liste hochgeladen werden:
- Bezeichnung: Denkmalgeschützte Objekte und ggf. Bauwerksname des Kulturdenkmals
- Lage: Straßenname und Hausnummer oder Flurstücknummer des Kulturdenkmals. Die Grundsortierung der Liste erfolgt nach dieser Adresse. Der Link (Karte) führt zu verschiedenen Kartendiensten mit der Position des Kulturdenkmals. Fehlt dieser Link, wurden die Koordinaten noch nicht eingetragen. Sind diese bekannt, können sie über ein Tool mit einer Kartenansicht einfach nachgetragen werden. In dieser Kartenansicht sind Kulturdenkmale ohne Koordinaten mit einem roten bzw. orangen Marker dargestellt und können durch Verschieben auf die richtige Position in der Karte mit Koordinaten versehen werden. Kulturdenkmale ohne Bild sind an einem blauen bzw. roten Marker erkennbar.
- Datierung: Baubeginn, Fertigstellung, Datum der Erstnennung oder grobe zeitliche Einordnung entsprechend des Eintrags in der sächsischen Denkmaldatenbank
- Beschreibung: Kurzcharakteristik des Kulturdenkmals entsprechend des Eintrags in der sächsischen Denkmaldatenbank, ggf. ergänzt durch die dort nur selten veröffentlichten Erfassungstexte oder zusätzliche Informationen
- ID: Vom Landesamt für Denkmalpflege Sachsen vergebene, das Kulturdenkmal eindeutig identifizierende Objekt-Nummer. Der Link führt zum PDF-Denkmaldokument des Landesamtes für Denkmalpflege Sachsen. Bei ehemaligen Kulturdenkmalen können die Objektnummern unbekannt sein und deshalb fehlen bzw. die Links von aus der Datenbank entfernten Objektnummern ins Leere führen. Ein ggf. vorhandenes Icon  führt zu den Angaben des Kulturdenkmals bei Wikidata.